# Rivière (Indre-et-Loire)
Rivière is een gemeente in het Franse departement Indre-et-Loire (regio Centre-Val de Loire) en telt 625 inwoners (1999). De plaats maakt deel uit van het arrondissement Chinon.

## Geografie
De oppervlakte van Rivière bedraagt 3,6 km², de bevolkingsdichtheid is 173,6 inwoners per km².
Rivière ligt aan de samenvloeiing van de rivier de Veude, met de Vienne.

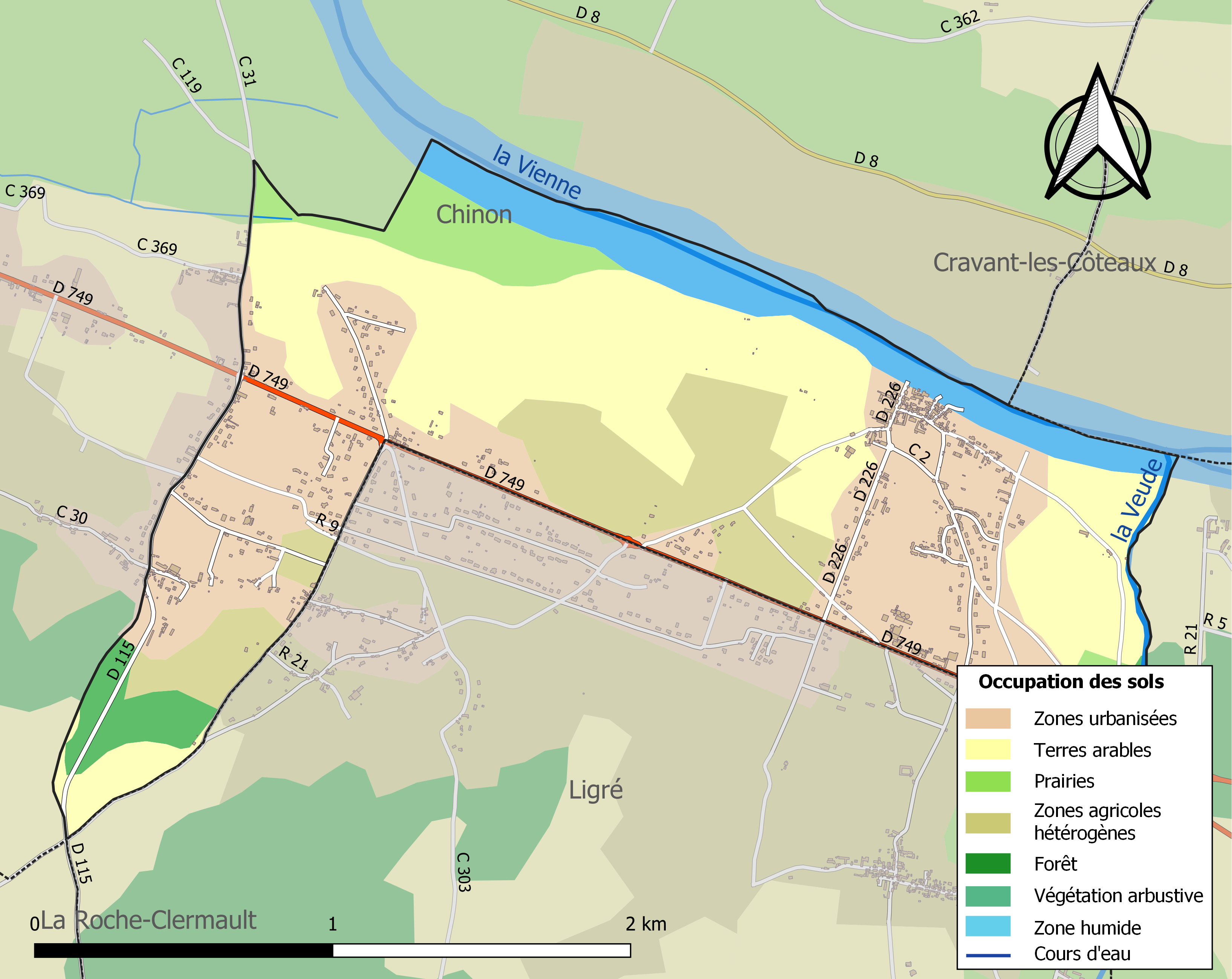
Kaart van de gemeente met de belangrijkste infrastructuur, bodemgebruik en omliggende gemeenten

## Demografie
Onderstaande figuur toont het verloop van het inwonertal (bron: INSEE-tellingen).